# Rosa Price
Rosetta (kaldet Rosa) Sophie Caroline Lewin, gift Price (6. april 1810 i London – 16. april 1887) var en dansk/engelsk danserinde. I Pantomimerne på Morskabstheatret udførte hun rollen som Columbine og var senere bl.a. på Casino.
Lewin var datter af den engelske mimiker Joseph L. Lewin og Juliette Rosette Moon (eller Maan). Mod sin jødiske fars vilje blev hun gift 27. oktober 1830 med James Price (1801-1865), og blev i dette ægteskab fader til datteren Amalie Price, senere Hagen, og sønnerne Julius (1833-1893), Carl (1839-1909) og Albert Price (1844-1927). Søster til Flora Lewin Price.
For at supplere familiens indtægter rejste Rosa Price i en lang årrække næsten hvert forår til Aarhus (fra 1854 til 1874), hvor hun i nogle måneder havde danseskole i sæsonens nyeste danse.
Hun er fotograferet af C.C. Hansen og ukendt (Det Kongelige Bibliotek). Der findes en tegning af hende, hvor hun udfører "Engelsk Matrosdans".